# Wolfson Microelectronics
Wolfson Microelectronics plc war ein multinationaler Fabless-Mikroelektronik- und Halbleiter-Hersteller im Audiobereich; Sitz war Edinburgh, Vereinigtes Königreich.
Wolfson begann 1984 als Spin-off der Universität Edinburgh. Im Februar 1986 hatte die Firma 20 Angestellte. Ab 2003 wurden Wolfson-Aktien an der Londoner Börse gehandelt. 2006 wurde Wolfson als Company of the Year ausgezeichnet, Dr. David Milne, der bis dahin chief executive officer war, als Entrepreneur of the Year. Sein Nachfolger wurde Dave Shrigley, der vorher bei Intel tätig war.
2013 hatte Wolfson bei einem Umsatz von über 179 Millionen US-Dollar mehr als 16 Millionen Dollar Verluste geschrieben; im Jahre 2014 wurde Wolfson Microelectronics, wo dann 420 Angestellte tätig waren, von Cirrus Logic für 291 Millionen Britische Pfund aufgekauft.

## Produkte

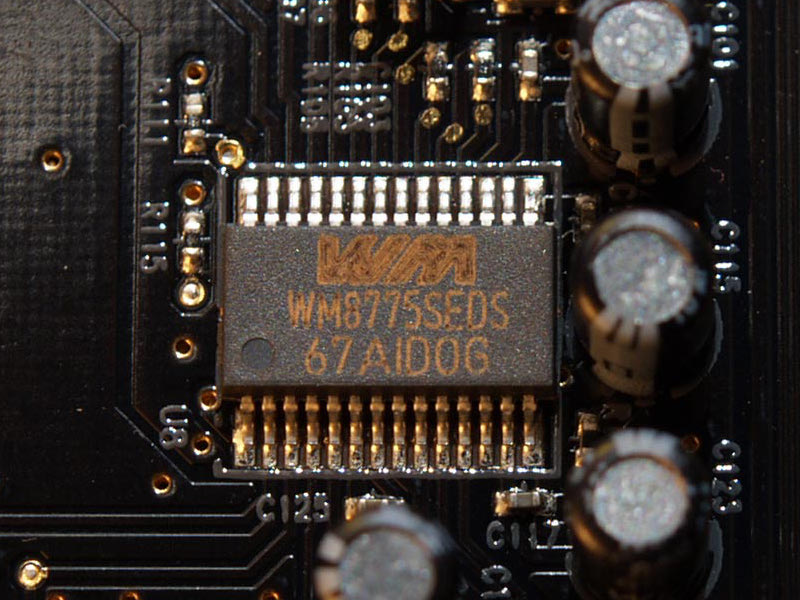
D/A-Umsetzer WM8775 von Wolfson auf einer Sound Blaster X-Fi Soundkarte

Zu den Produkten gehörten Digital-Analog-Umsetzer, Sound-Chips und Codec-Schaltkreise.
2013 wurde über die Hälfte des Umsatzes mit Produkten, die in Smartphones verwendet wurden, erzielt.

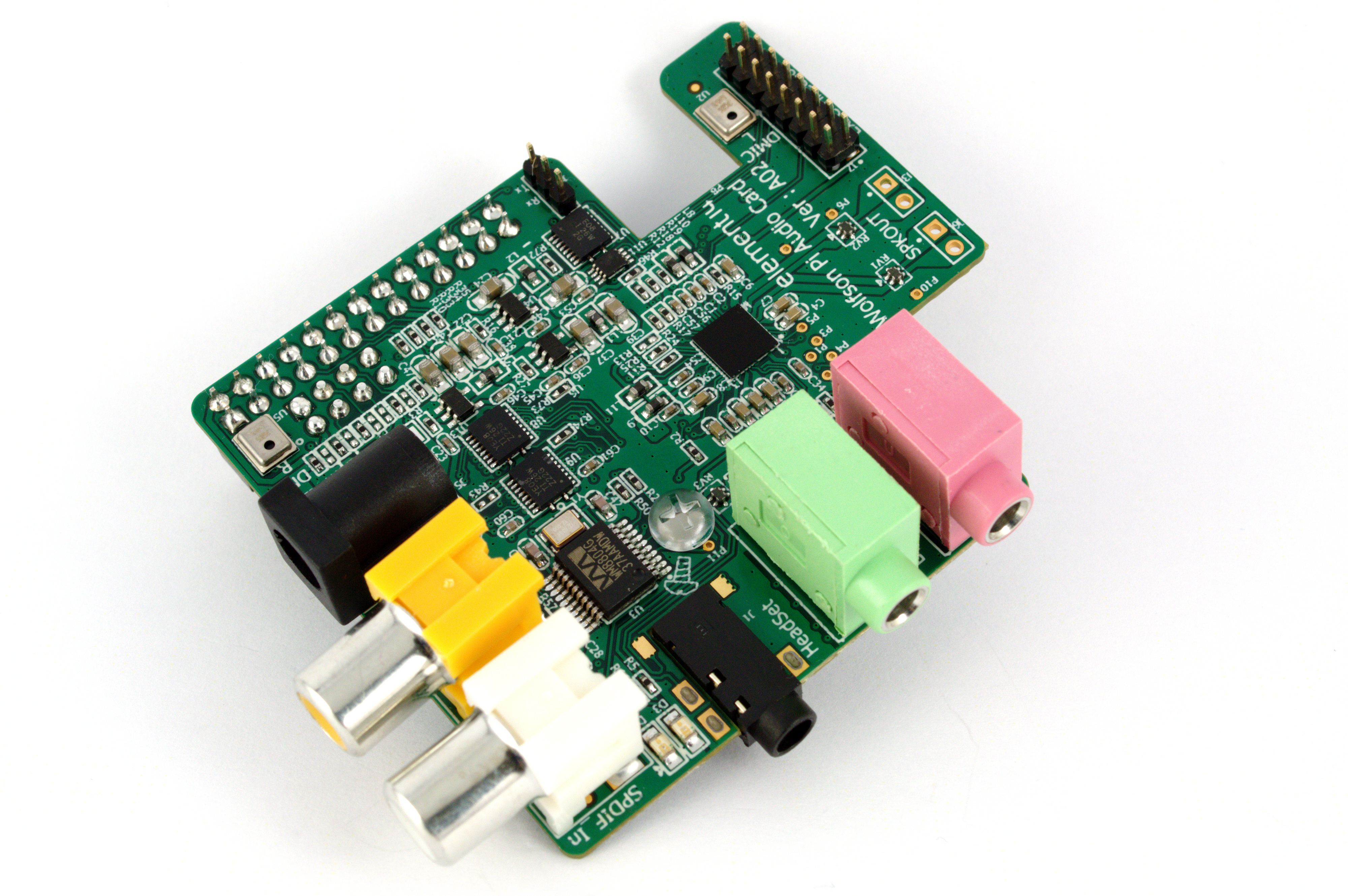
Wolfson Audio Card mit WM8804 für den Raspberry Pi

Wolfson Microelectronics hat unter anderem auch Audio-Platinen für den Raspberry Pi Modell B Rev 2 - Wolfson Audio Card genannt - produziert. Nachdem Wolfson Microelectronics von Cirrus Logic aufgekauft worden war, ist die Audio-Platine für den Raspberry Pi Modell B+ in Cirrus Logic Audio Card umbenannt worden.